# Daït Aoua
Le lac Daït Aoua ou encore "lac Dayet-Aaoua" est un lac du nord du Maroc dans le Moyen Atlas à 1 460 m d'altitude.

## Présentation

Le lac avant l'assèchement.

Son accès est très facile, situé à 15 kilomètres au nord d'Ifrane par la RN 24 Ifrane-Fès, commune rurale d'Ifrane, donne directement sur le lac de 140 ha, sa superficie est variable selon les saisons. Sa profondeur reste faible, de quatre à cinq mètres à l'amont (ouest) et une partie avale (à l'est) envasée, d'aspect marécageux, exondable en été.
Le lac est entouré par une prairie humide rase et des massifs forestiers de chênes verts (Quercus rotundifolia) et de cèdres :Cedrus atlantica. Une ceinture de peupliers et quelques pieds de saules entourent le lac sur ses bords immédiats. La flore submergée et émergée est abondante et très diversifiée ; présence de Myriophyllum spicatum,
Juncus bufonius, carex sp, Polygonum amphibium,
Ranunculus millifoliatus, Scirpus lacustris, Phragmites communis
et Typha sp.
C'est l'une des rares zones humides montagneuses avec des habitats bien variés (eau peu profonde, prairie humide, marécage à émergents, vasières et forêt).

## Localisation
- Coordonnées :
  - Latitude : 33° 39’ N
  - Longitude : 05° 00’ W
- Altitude : 1460 m
- Superficie : 140 ha
- Profondeur : 5 m
- Bioclimat : sub-humide
- Références des cartes : 1/100.000 -
- Province administrative : Province d'Ifrane
- Centre administratif proche : commune Dayet Aoua
- District forestier :
- Région biogéographique : n° - Moyen Atlas central

## Superficie et limites

### Superficie proposée
140 ha.

## Statut

### Système foncier
Domaine public

### Usages
Parcours.

### Divers
Site SIBE.

## Bioclimats et milieu physique

### Caractéristiques bioclimatiques
Supraméditerranéen subhumide à hiver froid.

### Caractéristiques physiques
- Profondeur :

C'est un étang eutrophe.
- La température de l'eau :

## Qualités bioécologiques

### Faune et population animales
- Peuplement piscicole :
- Peuplement avifaune

OBSERVATIONS PERSONNELLES APRÈS 25 ANS DE PECHE DANS CES LACS: DAIET IFFER/IFFRAH/AOUA/
AFFOURGAH
DAIET AOUA: BROCHET/CARPE COMMUNE/GARDON/

## Source
- Zones humides Moyen Atlas